# Scrophularia tuerckheimii
Scrophularia tuerckheimii är en flenörtsväxtart som beskrevs av Ignatz Urban. Scrophularia tuerckheimii ingår i släktet flenörter, och familjen flenörtsväxter. Inga underarter finns listade i Catalogue of Life.